# Pseudarista pagasusalis
Pseudarista pagasusalis är en fjärilsart som beskrevs av Walker 1859. Pseudarista pagasusalis ingår i släktet Pseudarista och familjen nattflyn. Inga underarter finns listade i Catalogue of Life.